# Prosthechea campylostalix
Prosthechea campylostalix es una orquídea epífita originaria de América.

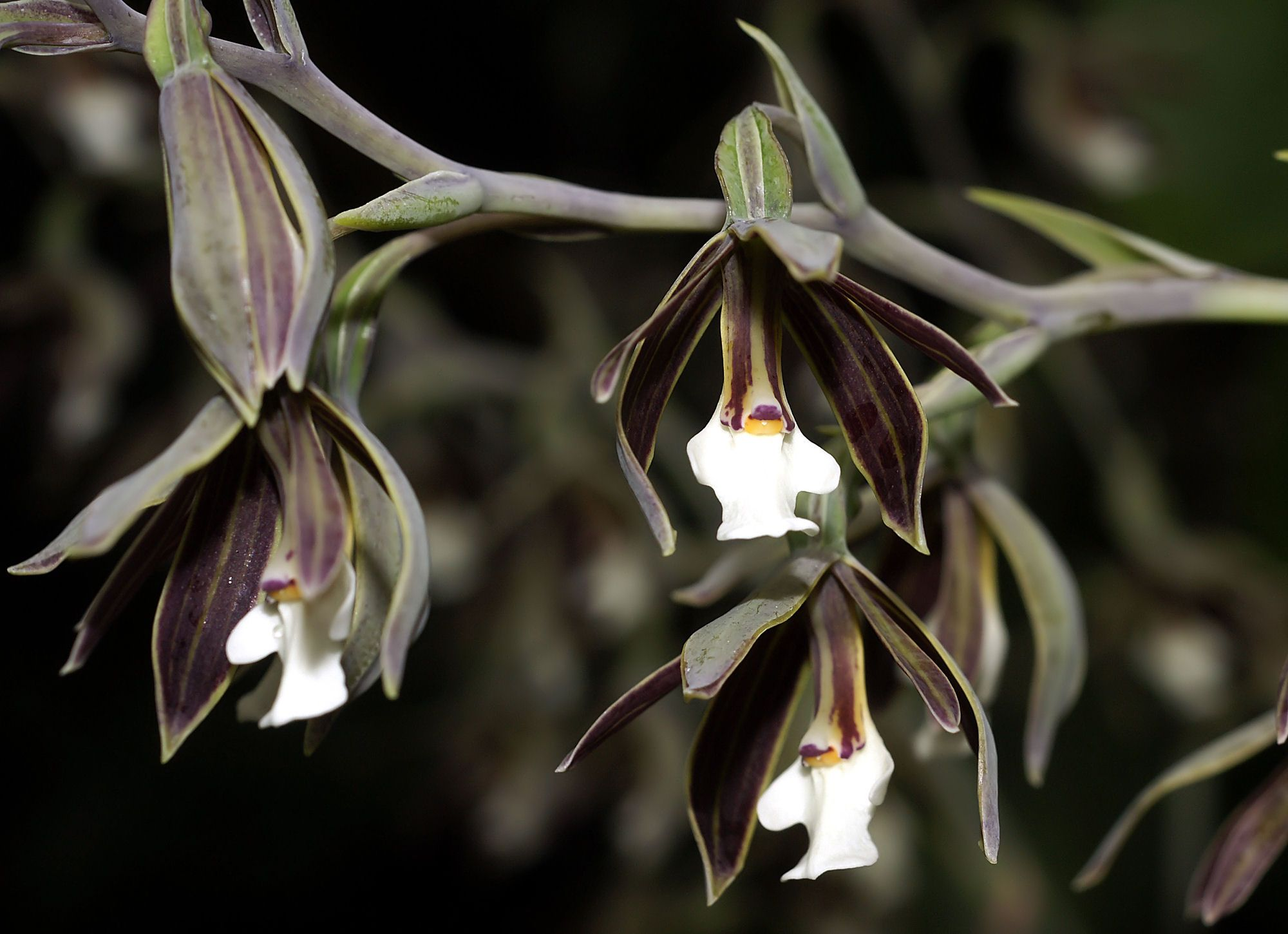
Detalle de la planta

## Descripción
Es una orquídea de tamaño medio, con hábitos de epifita y con un pseudobulbo ovado-elíptico, comprimido lateralmente, unifoliado subtendido por una bráctea parecida al papel y que lleva hojas oblongas a elípticas. Florece en el invierno y la primavera en una inflorescencia apical, erecta, ocasionalmente ramificada, de  10 a 35 cm  de largo, con unas pocas a muchas flores que surgen de un pseudobulbo recién madurado y llevando flores resupinadas que no se abren bien.

## Distribución y hábitat
Se encuentra en Guatemala, Panamá y Costa Rica  que crece en los bosques nublados montanos más bajos en elevaciones de 1200 a 2000 metros.

## Taxonomía
Prosthechea campylostalix fue descrito por (Rchb.f.) W.E.Higgins y publicado en Phytologia 82(5): 377. 1997[1998].
Etimología
Prosthechea: nombre genérico que deriva de las palabras griegas: prostheke (apéndice), en referencia al apéndice en la parte posterior de la columna.
campylostalix: epíteto latíno que significa "con el pie de la columna curvada".
Sinonimia
- Encyclia campylostalix (Rchb.f.) Schltr.
- Epidendrum campylostalix Rchb.f.
- Pollardia campylostalix (Rchb.f.) Withner & P.A.Harding
- Pseudencyclia campylostalix (Rchb.f.) V.P.Castro & Chiron	[3][4]